# 全輪驅動

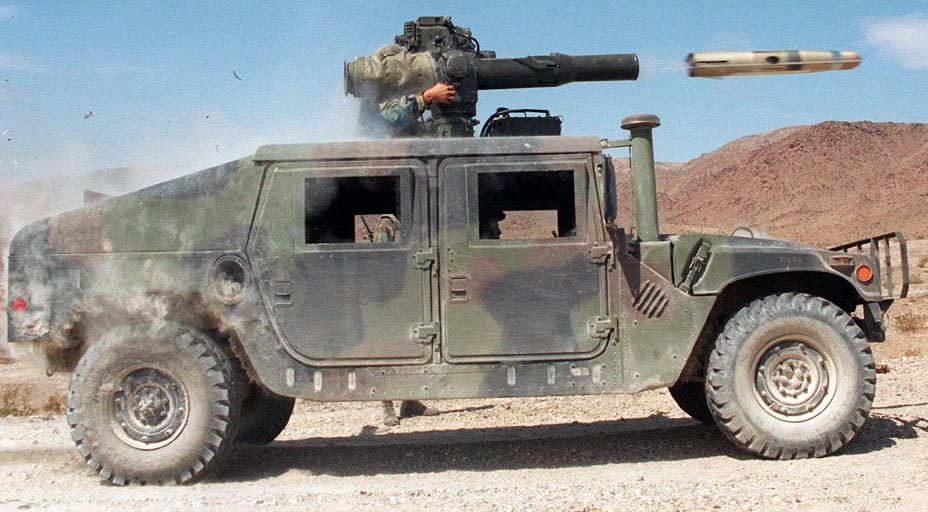
美军越野车HMMWV采用全輪驅動設計

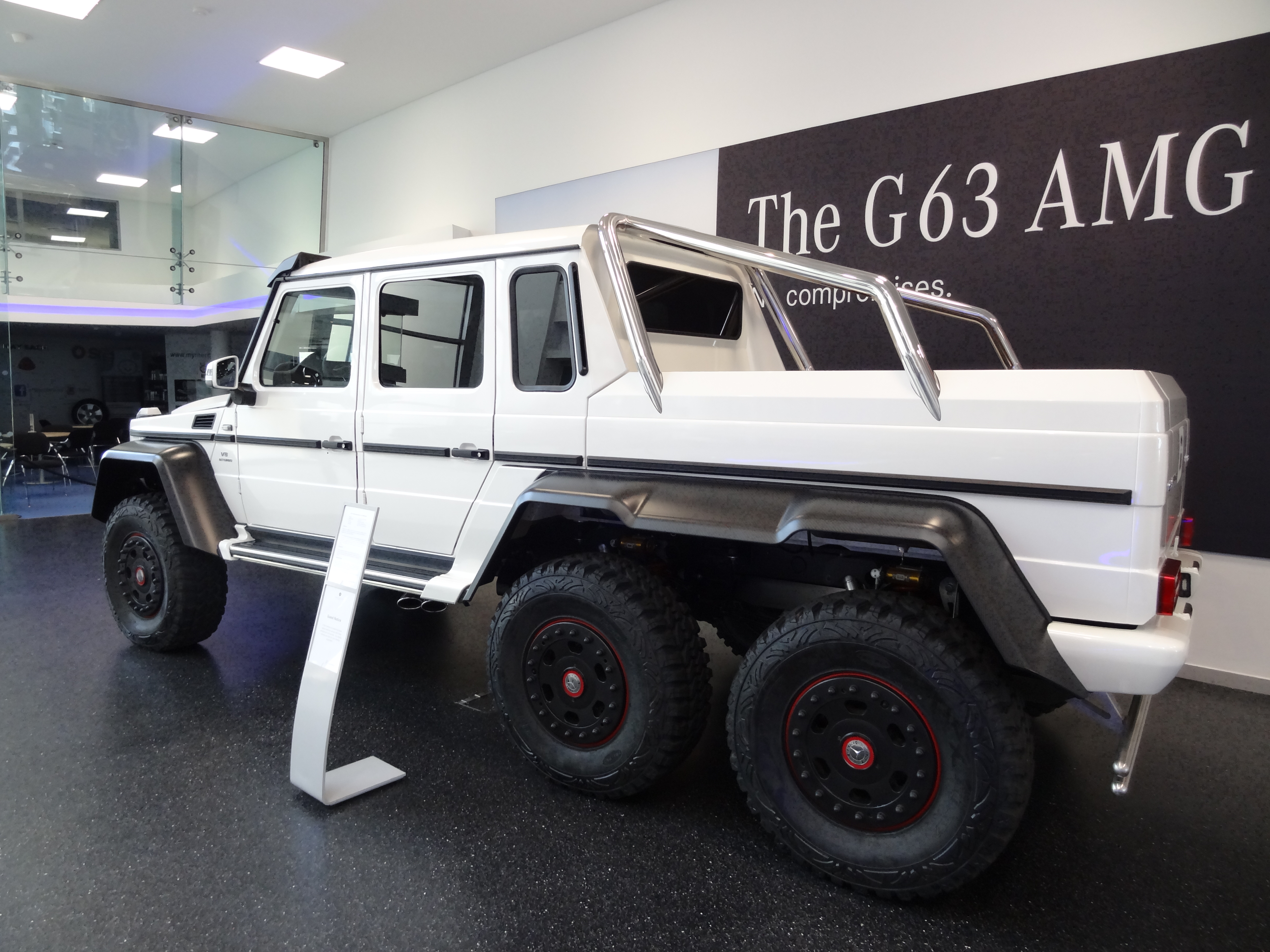
賓士 G63 AMG 6x6

全輪驅動（All-wheel drive）是一種把引擎的動力同時傳送到全部車輪的傳動系統。

## 類型
常見的全輪驅動包括：
- 4×4：指全輪驅動的四輪車輛，主要用於越野車、休旅车（SUV）和部份跑車。
- 6×6：指全輪驅動的六輪車輛，主要用於軍用車輛及重型車輛。
- 8×8：指全輪驅動的八輪車輛，主要用於軍用車輛及重型車輛。

驅動時機有如下幾種：
- 全時全驅：任何時候，全部車軸均有動力。
- 適時全驅：其中一條車軸時刻有動力，其餘車軸按需要連接至傳動系統。部分6x6汽車在鋪裝路面行駛時可改以6x4運作。
- 獨立驅動：各車軸由不同的電動機驅動。現時，特斯拉生產的電動車採用了雙馬達設計來達至全輪驅動。

### Quattro

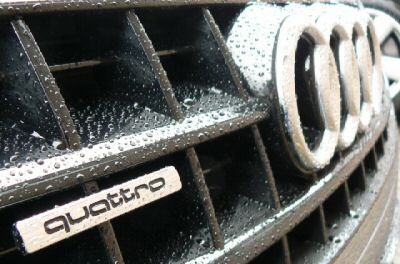
一輛奧迪汽車上的“quattro”商標

“Quattro”（意大利語原意即“四”）是奧迪的一個全輪驅動系統商標，應用於該公司生產的汽車上。